# Les Romanesques

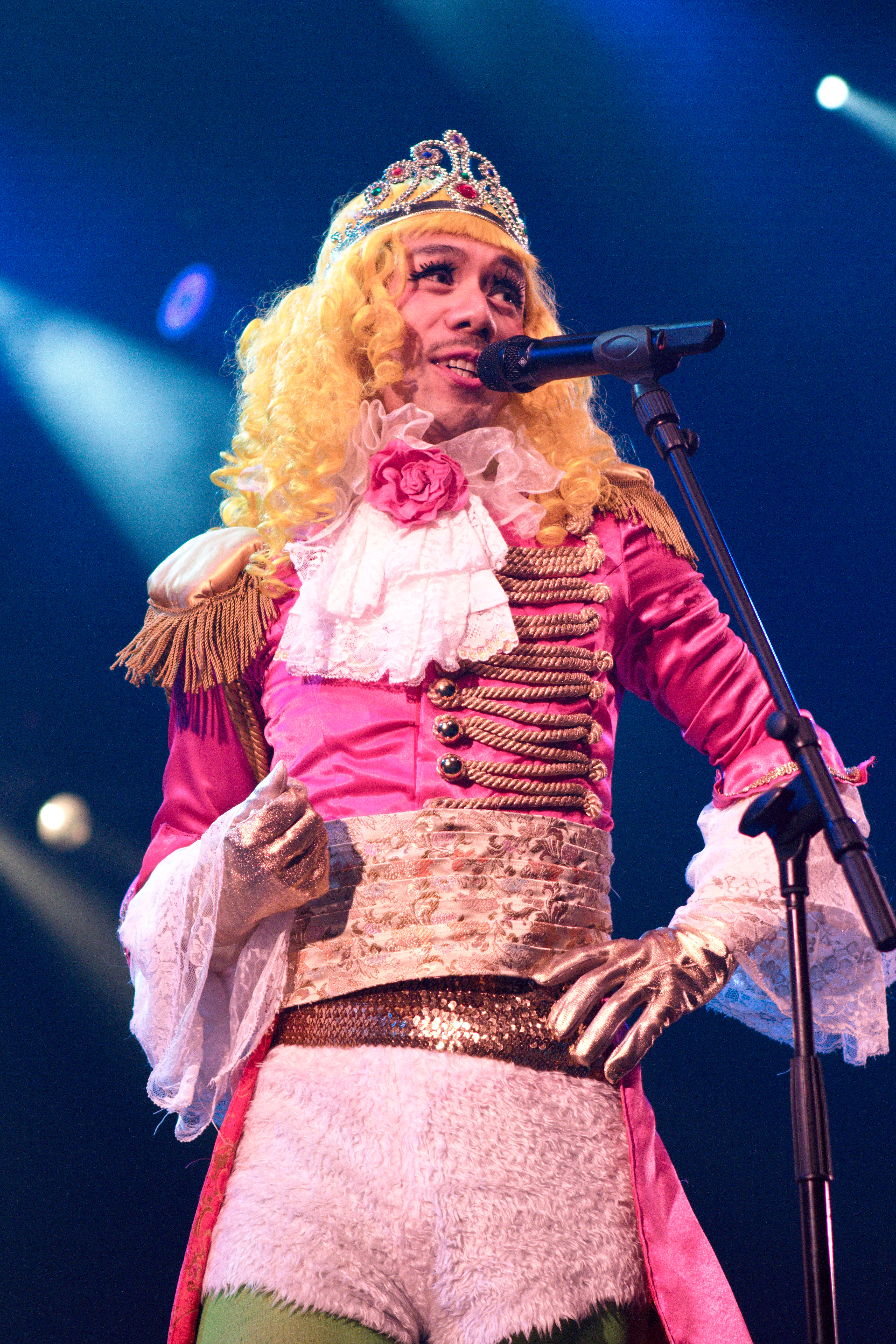
Tobi à Japan Expo 2011

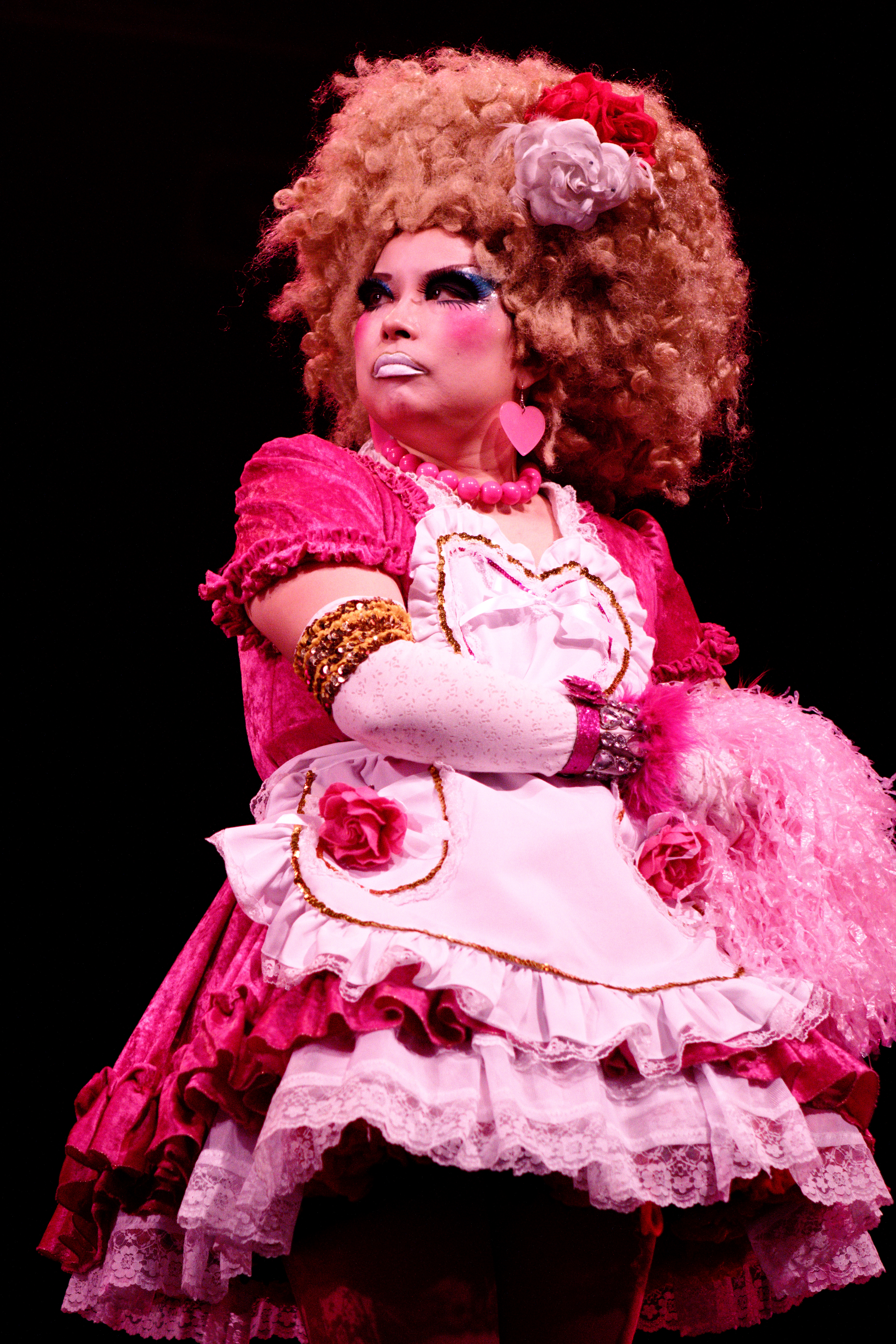
Miya à Japan Expo 2011

Les Romanesques (レ・ロマネスク, Re Romanesuku) sont un duo de chanteurs japonais à Paris. Ils interprètent leurs propres chansons accompagnées de leurs chorégraphies volontairement kitsch, décalées et ringardes.

## Histoire
En 2000 : première apparition en France (de Tokyo) et aussi leur première représentation dans un petit squat. Ils deviennent artistes-professionnels en 2002 (ils ont obtenu une carte de séjour, qui leur permet de travailler en tant qu'artistes). Depuis, ils ont fait des apparitions toujours et sans cesse dans les boites de nuit, les bars, les cafés parisiens (exemple : divan du monde, bellevilloise, point éphémère, jamel comedy club…) et aussi étrangères (New York, Berlin, Amsterdam, Stockholm, Glasgow, Bruxelles, Genève, Lausanne…).
En 2009, ils participent en tant que candidats à l'émission de télé-réalité La France a un incroyable talent et sont retenus. À la suite de cette émission, ils rencontrent un succès phénoménal sur le web francophone.
En 2011, ils se produisent sur la scène du J.E Live House à Japan Expo 12e Impact, plus grand rassemblement de fans de la culture japonaise en Europe. Leur clip Zoun-Doko Bushi est diffusé sur la chaîne de télévision Nolife depuis le 2 juillet 2011, la veille de leur concert à Japan Expo.

## Membres
- Chanteur principal : Tobi (トビー, Tobii?)
- Danseuse ： Miya (ミーヤ, Miiya?)

## TV, Radio
France
- M6 : La France a un incroyable talent
- ARTE : Juke Box Memories, Die Nacht - La Nuit
- Canal+ : Le Petit Journal
- Paris Première : Paris Dernière
- France 4 : Les Agités du bocal
- Virgin 17 : Baffie!
- Nolife : 101%, Tokyo Café
- Game One : Game Zone
- France Culture : Minuit dix
- Radio Nova : Nuits Zébrées
- Europe 1 : C'est quoi ce bordel ?
- Radio Campus Paris : Systaime Pirate La chambre à air

Japon
- NHK Educational TV : Otsuta-to-Denjiro (2013-)
- TV Asahi : Morning Bird!
- TBS : Hiruobi!, Sittoko!, Arabiki Dan
- Fuji TV : Sonokao ga mitemitai, FNN Speak
- Nippon TV : Sekai Marumie TV Tokusoubu, NEWS Real Time
- TV Tôkyô : Sekai wo kaeru Japan All-Stars
- TVK : Hama Luncho
- Hiroshima HOME TV : Hobby no Takumi
- J:com : Tsunagaru 7

## Publicités
- S. T. Corporation Air Wash (TV)
- Mazda (Web-CM)
- Bluetooth (Web-CM)
- H.I.S. FRANCE (Web-CM)
- KIOKO (Web-CM)

## Chansons
- J'ai 17 ans
- Yokozuna - The King Of Sumotori
- Samurai Dandy
- Mademoiseeelle
- Zoun-Doko Bushi
- KASOCHI
- Disco MATCHA!
- Un grain de riz